# Callistachys lanceolata
Callistachys lanceolata és una espècie de planta de la família de les lleguminoses que es distribueix per l'oest d'Austràlia. És un arbre que es troba sobre sòls sorrencs a zones humides: al llarg de cursos d'aigua i pantans. El seu període de floració es troba comprés entre febrer i abril.